# Something to Remember
Something to Remember este o compilație a cântăreței americane Madonna, lansată la 3 noiembrie 1995 sub egida casei de discuri Maverick Records. Albumul a fost conceput în urma unei perioade controversate din cariera Madonnei, moment în care numeroși critici au speculat că aceasta a decăzut. Something to Remember compilează balade care se întind pe parcursul a unui deceniu din cariera solistei și include o versiune refăcută a piesei „Love Don't Live Here Anymore”, precum și trei cântece noi: „You'll See”, „One More Chance” și o versiune cover a cântecului „I Want You”. Albumul conține, de asemenea, single-uri lansate anterior care nu au fost niciodată incluse pe un album de-al Madonnei, „I'll Remember” și „This Used to Be My Playground”. Compilația a oferit o imagine mai atenuată a cântăreței în mass-media după o perioadă critică din cariera ei.
Pentru a produce noile piese, Madonna a lucrat împreună cu David Foster și Nellee Hooper, cunoscut pentru lucrările sale împreună cu artiști precum Barbra Streisand și Olivia Newton-John. Solista a opinat că albumul a fost conceput pentru a aminti fanilor și criticilor de muzica ei, decât de controversele din mass-media. Something to Remember a fost bine primit de criticii de specialitate, aceștia declarându-se impresionați de vocea Madonnei și de consistența albumului. Compilația a fost un succes comercial, clasându-se pe prima poziție a topurilor din Australia, Austria, Finlanda și Italia, în timp ce în alte țări, a ocupat un loc în top zece. În Statele Unite, albumul s-a clasat pe locul șase în ierarhia Billboard 200, fiind mai apoi premiat cu trei discuri de platină din partea Recording Industry Association of America (RIAA) pentru expedierea a trei milioane de copii. În întreaga lume, Something to Remember s-a vândut în peste zece milioane de exemplare.
Patru discuri single și un single promoțional au fost lansate pentru a promova albumul. Inițial, „I Want You” ar fi trebuit să fie lansat ca primul single extras de pe album, însă „You'll See” a fost ales în schimb, având lansarea pe 23 octombrie 1995 împreună cu o versiune în limba spaniolă, intitulată „Verás”, și un videoclip regizat de Michael Haussman. Cântecul a ocupat locul șase în clasamentul Billboard Hot 100, iar în Austria, Canada, Finlanda, Italia și Regatul Unit, a devenit un șlagăr de top cinci. Cântecele „Oh Father”, „One More Chance” și „Love Don't Live Here Anymore” au fost lansate ca single-uri, însă nu au avut parte de succes comercial.

## Informații generale

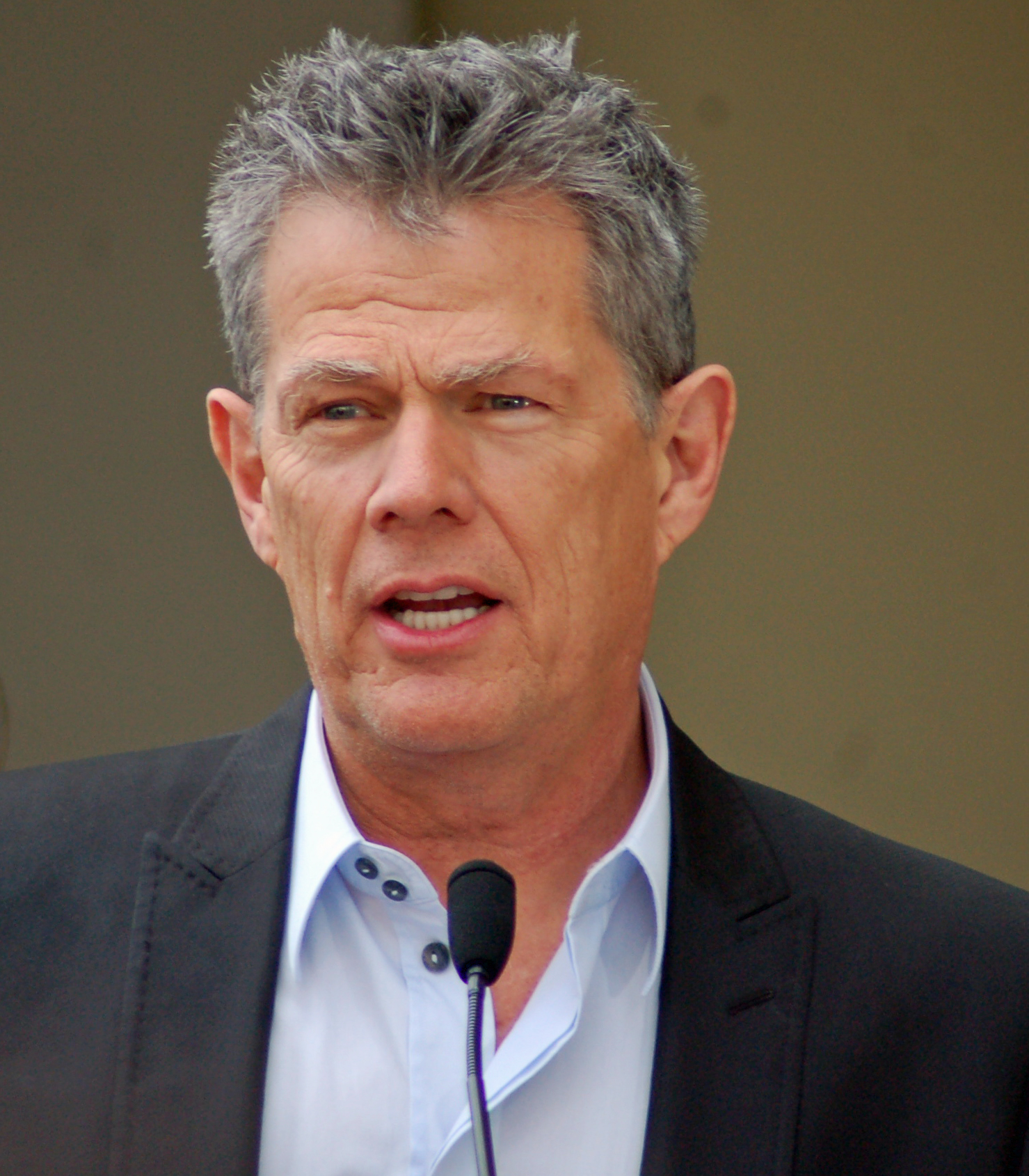
David Foster a fost ales pentru a compune și produce cântece noi pentru album.

În urma unei perioade încărcate de controverse, viața personală a Madonnei a început să îi domine cariera muzicală. Un membru anonim al managementului ei a spus că solista „Știa că era timpul să facă o schimbare” și a declarat că aceasta își dorea să demonstreze că poate să realizeze ceva mai mult decât circul mass-media care a înconjurat-o. J. Randy Taraborreli, autor al cărții Madonna: Biografia Intimă, a afirmat că numeroase cântece anterioare ale Madonnei au fost trecute cu vederea datorită tendințelor actuale. Mirwais Ahmadzaï, prietenul și colaboratorul cântăreței, a spus că aceasta „încă nu și-a exclamat abilitățile ei muzicale.” Taraborrelli a explicat: „Fie că Madonna ar fi lansat Something to Remember, fie că ar fi lansat o colecție de cântece de dragoste anterioare, a avut un punct de vedere pe care a trebuit să-l demonstreze, sau pur și simplu și-a dorit să-și păstreze o obligație contractuală, materialul cu paisprezece cântece a fost cu adevărat o declarație.” Descris ca „o scrisoare de dragoste de la Madonna către fanii ei și iubitorii de muzică, de altfel”, compilația părea să-i anunțe contemporanitatea talentului ei muzical. Cântăreața a explicat pe broșura albumului că:
„Atât de multe controverse s-au învârtit în jurul carierei mele în ultimul deceniu încât s-a acordat foarte puțină atenție muzicii mele. Cântecele sunt toate uitate. În timp ce nu regret vreo decizie pe care am făcut-o în domeniul artistic, am învățat să apreciez ideea de a face lucrurile într-un mod mai simplu. Așa că, fără vreo fanfară, fără nici o distingere, vă prezint această colecție de balade. Unele sunt vechi, altele sunt noi. Toate sunt din inima mea.”
Noul material o surprinde pe Madonna colaborând cu producătorul David Foster, cunoscut pentru lucrările sale anterioare împreună cu Barbra Streisand, Al Jarreau și Earth, Wind & Fire. Foster a spus că: „Atunci când Madonna a sunat pentru prima oară, am fost puțin surprins—muzica mea nu este destul de bună—dar cred că echipa ei a considerat că ar trebui să ne întâlnim. Am primit un apel de la Liz Rosenberg, departamentul de PR care a fost alături de Madonna de la început.” La puțin timp după cină, Madonna și Foster au început ședințele de înregistrare la studioul din Malibu al producătorului. În timpul conceperii albumului, Madonna a fost rugată  de producătorul Nelle Hooper, cel cu care artista a lucrat la albumul Bedtime Stories, să colaboreze cu trupa trip hop britanică Massive Attack pentru un album omagiu către Marvin Gaye. Anterior, formația s-a oferit să colaboreze cu numeroși artiși, inclusiv Chaka Khan, care a respins invitația. Madonna și Massive Attack au realizat o versiune cover a cântecului din 1976, „I Want You”, care a fost finalizată împreună cu noul material pentru Something to Remember. Cover-ul a fost inclus în albumul Inner City Blues: The Music of Marvin Gaye lansat de Motown Records.

## Dezvoltare
„A avut o activitatea profesională minunată. A fost aici, la timp, în fiecare zi, și a produs cu adevărat cântece împreună cu mine. Mulți artiști își doresc să producă doar pentru că pot, și nu o fac pentru o acreditare, lucru pe care îl urăsc foarte tare. Însă Madonna a lucrat la fel de mult ca orice producător pe care îl cunosc... Mi-a plăcut toată experiența de lucru împreună cu ea—punctualitatea, profesionalismul și senzualitatea.” 
Primul cântec selectat pentru a fi inclus pe compilație a fost „Love Don't Live Here Anymore” de pe albumul Like a Virgin (1984). Piesa a fost remodelată de producătorul David Reitzas iar aceasta conține o compoziție diferită de versiunea din 1984. Madonna a folosit, de asemenea, două single-uri: „This Used to Be My Playground” de pe coloana sonoră a filmului Liga feminină de baseball (1992), și „I'll Remember” de pe coloana sonoră a filmului Magna cum laude (1994). Alte cântece selectate au fost „Crazy for You” de pe coloana sonoră a filmului Nebun după tine (1985), „Live to Tell” de pe albumul True Blue (1986), „Oh Father” de pe Like a Prayer (1989), „Something to Remember” de pe I'm Breathless (1990), „Rain” de pe Erotica (1992), precum și „Take a Bow” și „Forbidden Love” de pe albumul Bedtime Stories (1994). Două piese de compilație, „Crazy for You” și „Live to Tell”, sunt incluse, de pe asemenea, pe primul album best of al Madonnei, The Immaculate Collection (1990). Potrivit lui Rikky Rooksby, autor al Madonna: The Complete Guide to Her Music, selecția cântecelor crează o atmosferă caldă datorită muzicii mai lente și „introvertite emoțional” , precum și vibrației blânde.
În urma ședințelor de înregistrare împreună cu David Foster, au rezultat două noi cântece incluse pe lista finală a pieselor: „You'll See” și „One More Chance”. Foster a comentat că: „La finalul zilei, aceste piese pe care le-am realizat nu au fost deosebit de impresionante, deși una dintre ele, «You'll See», a fost cu adevărat elegantă. Madonna a scris un vers minunat (You think that I can't live without your love / You'll see) (ro.: Crezi că nu pot trăi fără dragostea ta/ Vei vedea) iar eu m-am gândit că muzica mea va fi perfectă.” „You'll See” este un cântec cu un bas încet ce conține clopoței de vânt și o chitară spaniolă. De-a lungul refrenului, progresul se schimbă pentru a-i oferi dominanță vocii Madonnei, iar după un minut, percuția începe cu o chitară tremolo adăugată mai târziu. Versurile piesei vorbesc despre independența după încheierea unei aventuri de dragoste, solista declarând că va continua cu lucruri mai mărețe. Întrebată dacă melodia este despre răzbunare, Madonna a răspuns: „Nu, este vorba despre emanciparea ta.” Cântăreața a înregistrat mai apoi o versiune în limba spaniolă a piesei în studioul din Miami al Gloriei și Emilio Estefan. Intitulată „Verás”, piesa a fost adaptată în spaniolă de către Paz Martinez. Următoarea melodie nouă, „One More Chance”, este o baladă acustică ale cărei versuri sunt despre a încerca să câștigi înapoi un iubit pierdut. Cu toate că melodia a fost inspirată din experiențele de viață ale Madonnei, aceasta l-a compus dintr-o perspectivă opusă. Compoziția cântecului are un aranjament organic, lipsit de orice sintetizator sau secvențiere, doar bazat pe chitare și o mulțime de coarde discrete.
Nelle Hooper a produs un alt cântec nou, o versiune cover a piesei lui Marvin Gaye, „I Want You”. După ce Madonna a acceptat sugestia lui Hooper de a colabora cu Massive Attack, formația i-a trimis cântăreței muzica. Robert „3D” Del Naja, unul din membrii trupei, a sosit ulterior în New York împreună cu Hooper pentru a lucra în studio timp de două zile. Del Naja a spus că: „Cel mai interesant lucru a fost faptul că Madonna a cântat [piesa] atât de frumos. Nu au existat efecte speciale sau încurcături—doar ea, cântând cu multă pasiune și suflet.”  „I Want You”, piesa de deschidere a compilației, începe cu o introducere lungă ce constă în beat-uri hip-hop, iar accentul cade pe secțiunea bas a instrumentalului, alături de o coardă semi-tonală. Cel de-al doilea vers conține o harpă și o tobă ce se repetă, însoțit de sunetul unui ton de telefon. Vocea Madonnei este acompaniată de secvențe vorbite, în timp ce versurile cântecului vorbesc despre un bărbat care nu o mai dorește, dar ea este hotărâtă să-i schimbe părerea. Compilația se încheie cu o versiune orchestrală e piesei „I Want You”, diferența constând în lipsa basului și a percuției. Această versiune începe mai încet, apariția vocii Madonnei fiind însoțită de o linie bas joasă. Treptat, mai multe aranjamente de coarde sunt adăugate, alături de o harpă. Spre finalul cântecului, vocea Madonnei este redată fără acompaniament pentru a crea o temă „dramatică”. Această versiune este cu 20 de secunde mai scurtă decât cea originală.

## Coperta și lansarea

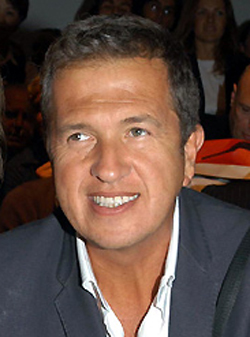
Fotografia utilizată pentru coperta albumului a fost realizată de Mario Testino (fotografie).

Imaginea folosită pentru coperta compilației a fost realizată în timpul unei ședințe foto realizate de fotograful de modă Mario Testino. Madonna a mai lucrat anterior cu acesta la colecția toamnă/iarnă 1995 pentru Versace. Ulterior, alte fotografii din ședința foto au apărut în reviste de modă precum Vanity Fair și Vogue Italia. Coperta o prezintă cântăreața purtând un amestec de ținute albe, în timp ce fotografia de pe spatele materialului discografic este „mai jucăușă”. Imaginea de pe copertă o înfățișează sprijinindu-se de un perete și având o experesie de „pierdere sau absorbție romantică.” Proiectat de Madonna ca un album pentru o audiență mai matură, spre deosebire de lansările ei anterioare, Bedtime Stories și Erotica, broșura discului Something to Remember conține imagini cu trandafiri roșii și flori de culoare galbenă. Potrivit redactorului Caroline Sullivan de la ziarul The Guardian, faptul că solista și-a îndepărtat cercelul din nas pentru copertă indică faptul că „vrea ca albumul să se remarce prin propriile sale merite.” În 2013, fotografia a fost numită una dintre cele mai elegante 20 coperți de albume de către ediția olandeză a revistei Elle. Titlul albumului a derivat din cântecul Madonnei din 1990 cu același nume deoarece acesta nu a primit multă atenție în timpul lansării în albumul său original, I'm Breathless.
Something to Remember a fost lansat în unele țări europene la 3 noiembrie 1995. În țara de proveniență a cântăreței, albumul a fost lansat la 7 noiembrie 1995. În Japonia, albumul a fost lansat sub denumirea Best of Madonna: Ballad Collection la 10 noiembrie 1995, conținând single-ul din 1986, „La Isla Bonita”, ca piesă bonus. Cântecul a fost relansat trei luni mai devreme într-un material cu două fețe A, împreună cu „Human Nature”, ultimul single de pe albumul Bedtime Stories. Premiat cu discul de aur de către Recording Industry Association of Japan (RIAJ), piesa a fost adăugată în lista melodiilor pentru Something to Remember în speranța că va crește vânzările albumului în regiunea respectivă. În America Latină, albumul a inclus ca piesă bonus versiunea în spaniolă a cântecului „You'll See”, „Verás”. În 2001, casa de discuri WEA Records a lansat un set ce conține albumele Something to Remember și The Immaculate Collection pentru a coincide cu lansarea celui de-al doilea album best of al Madonnei, GHV2.

## Discuri single

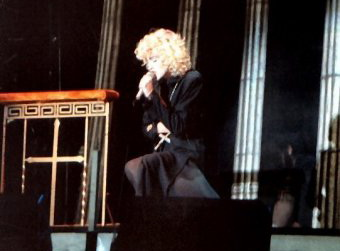
Madonna cântând „Oh Father” în turneul Blond Ambition Tour. Piesa a fost lansată în Europa drept cel de-al doilea disc single extras de pe compilație.

„I Want You” a fost lansat ca single promoțional la 2 octombrie 1995. S-a stabilit inițial ca piesa să fie lansată ca primul disc single extras de pe album, însă acest lucru a fost anulat datorită unor probleme contractuale între compania Madonnei și casa de discuri Motown Records, deținătorii drepturilor de autor ale cântecului. Videoclipul regizat de Earle Sebastian a fost nominalizat la categoria „MTV Amour” la ediția din 1996 a premiilor MTV Europe Music Awards. „You'll See” a fost lansat ca primul single de pe album la 30 octombrie 1995. Piesa a devenit un șlagăr de top cinci în Austria, Canada, Finlanda, Italia și Regatul Unit. Cântecul a reușit să se ocupe locul șase în Billboard Hot 100, Madonna devenind astfel cea de-a treia artistă din istorie (după Aretha Franklin și Marvin Gaye) care să aibă câte un single pe toate pozițiile de la unu la zece în clasament. Un videoclip pentru piesă a fost regizat de Michael Haussman drept o continuare a videoclipului anterior al cântăreței, „Take a Bow”.
„Oh Father” a fost lansat în Europa ca cel de-al doilea disc single extras de pe album la 21 decembrie 1995. Cu toate că s-a clasat în top zece în Finlanda și Regatul Unit, piesa nu a reușit să obțină succes în restul continentului, ocupând locul 62 în clasamentul European Hot 100 Singles. „One More Chance” a avut o lansare limitată în Australia și în câteva țări europene la 7 martie 1996. Cu toate că single-ul nu a avut parte de promovare sau de vreun videoclip, cântecul a reușit să se claseze pe locul doi în Italia și a devenit un hit de top 40 în Australia, Finlanda, Suedia și Regatul Unit.
„Love Don't Live Here Anymore” a fost lansat ca ultimul single extras de pe compilație la 19 martie 1996. Cântecul nu a avut parte de succes, ocupând locul 78 în ierarhia Billboard Hot 100 și clasându-se în top 40 în Australia și Canada. Videoclipul piesei a fost regizat de Jean-Baptiste Mondino iar filmările au avut loc la Confitería El Molino în Buenos Aires, Argentina, pe platourile de filmare a lungmetrajului Evita. Videoclipul o prezintă pe Madonna într-o cameră goală a unui hotel abandonat.

## Recepția criticilor
Stephen Thomas Erlewine de la AllMusic a observat că „Pe parcursul albumului, Madonna demonstrează că este o solistă grozavă a cărei voce s-a îmbunătățit de-a lungul anilor.” Acesta a adăugat că: „Nici una dintre piese nu este de mâna a doua, iar cele mai bune cântece de pe Something to Remember fac parte din cea mai bună muzică pop a anilor '80 și '90.” Niel Strauss de la ziarul The New York Times a considerat că toate piesele de pe compilație „se unesc mai bine decât un pachet best of”, iar acestea „spun povestea vocii și atitudinii care au întărit cei doisprezece ani, de la inocentul «Crazy for You» din 1983, până la noul «You'll See».” Ken Tucker de la revista Entertainment Weekly a comentat că: „Prin plasarea celor mai bune balade ale ei («Live to Tell», «Crazy for You», «Take a Bow», etc.) într-un nou context—unul separat de muzica ei dance menită să capteze atenția—Madonna le revigorează, îndeplinind cu brio scopul principal al unei compilații bune. Cele trei cântece noi, «You'll See», «One More Chance», și o versiune stranie și minunată a piesei «I Want You» a lui Marvin Gaye sunt momeli pentru consumatori, și contribuie la farmecul [discului].”
Potrivit lui Greg Forman de la ziarul The Post and Courier, albumul evidențiază faptul că „Există o diferență importantă între a avea o voce puternică și a fi un cântăreț iscusit. Whitney Houston sau Mariah Carey ar putea să cânte melisme (și octave) pe lângă cea mai faimoasă femeie de pe planetă, iar Madonna, doar prin prisma și forța personalității ei, își vinde șlagărele lente într-o manieră încărcată de stil și eleganță pe care foarte puțini artiști moderni o pot egala.” John Wirt de la revista The Advocate a fost de părere că Something to Remember demonstrează „[abilitatea] Madonnei de a crea melodii liniștite la fel de eficiente ca hit-urile ei dance” și a considerat că felul în care solista cântă balade este plin de „o sinceritate directă și simplă”. Într-o recenzie pentru ziarul The Baltimore Sun, J. D. Considine a opinată că, prin intermediul albumului, „Madonna ne reamintește că muzica ei înseamnă mai mult decât piese dance, și ne demonstrează totodată că vocea ei nu e nici pe departe la fel de slabă și vioaie pe cât defăimătorii își imaginează.” Redactorul a continuat prin a explica faptul că „unul dintre cele mai surprinzătoare lucruri de pe acest album este cât de sigură și erotică sună ... Această Madonna din vitrină nu doar că are o voce mai profundă și mai bogată decât ți-ai imaginat, însă are, de asemenea, și perspectivă interpretativă.”
Alwyn W. Turner a susținut în cartea The Rough Guide to Rock că albumul include „cele mai bune cântece lente” care demonstrează „evoluția Madonnei de-a lungul timpului, [ajungând] o excelentă interpretă de balade.” Edna Gundersen de la ziarul USA Today a scris că albumul „etalează cu mai puțină sfârâială, însă la fel de dinamic, momente importante și esențiale din cariera ei.” Gundersen s-a declarat impresionată de vocea artistei și natura emoțională a piesei „You'll See” care a devenit „cea mai clară dovadă că blonda ambițioasă este mai mult o cântăreață decât o simplă celebritate.” J. Randy Taraborrelli a scris în cartea sa intitulată Madonna: Biografia Intimă că melodiile produse de David Foster sunt cele mai remarcabile, spunând: „este interesant faptul că, utilizându-și toată capacitatea excepțională de creator de muzică, [David Foster] și Madonna ar aduce două dintre cele mai sumbre și posomorâte cântece înregistrate vroedată de ea—însă acesta este farmecul și entuziasmul colaborării; nu se știe niciodată ce poate rezulta din asta.” Tirzah Agassi de la ziarul The Jerusalem Post a spus că aranjamentele pieselor noi „înfățișează un salt mare către rafinament și eleganță”, iar Madonna „a investit foarte mult în îmbunătățirea tehnicii ei vocale.” Robert Christgau a criticat albumul, oferindu-i un calificativ „eșuat”, ceea indică „un disc slab ale cărui detalii nu merită o examinare mai amănunțită”.

## Performanța în clasamentele muzicale

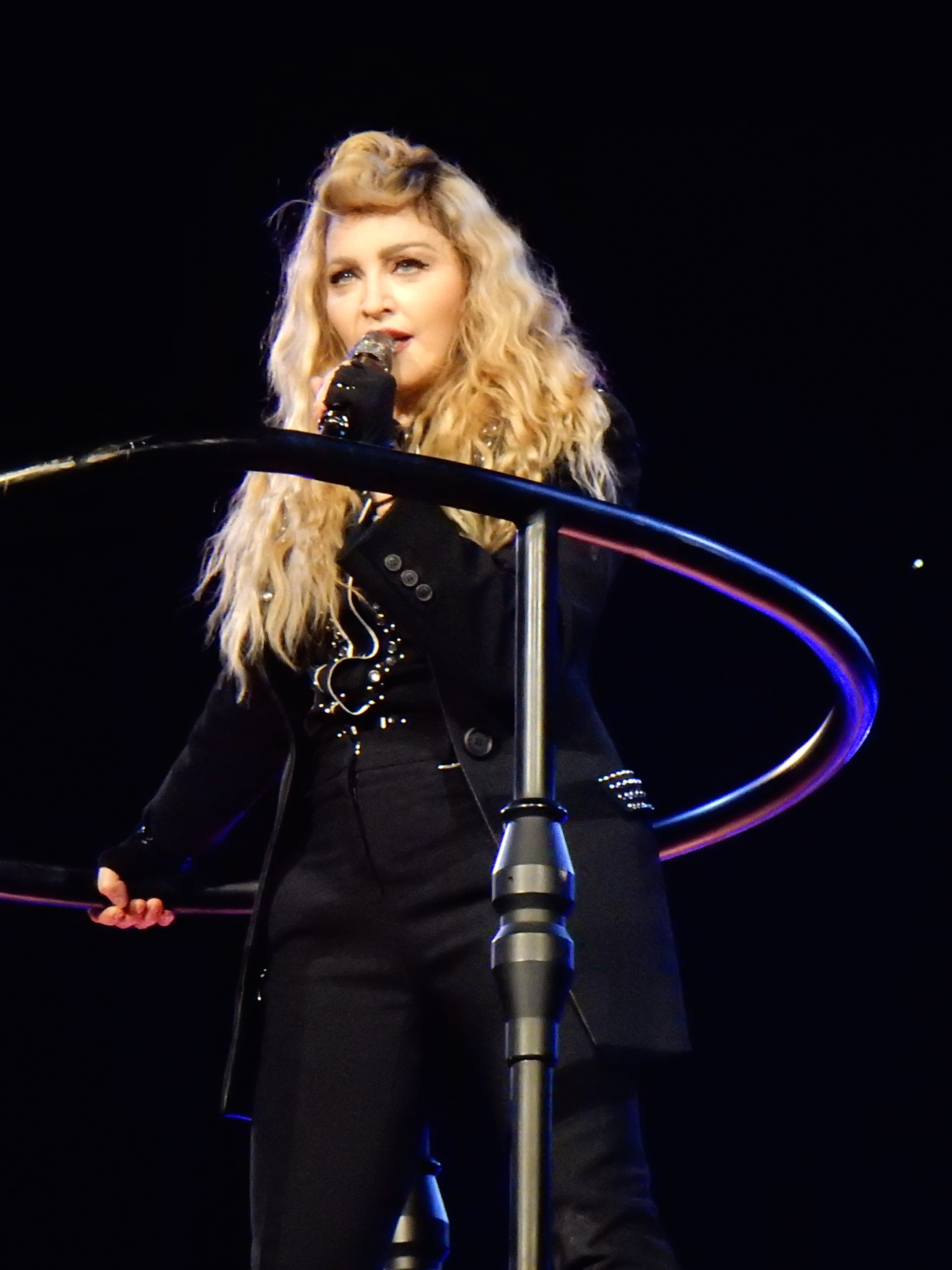
Madonna interpretând „Love Don't Live Here Anymore”, ultimul disc single extras de pe Something to Remember, într-un concert din cadrul turneului Rebel Heart.

În Statele Unite, Something to Remember a debutat pe poziția sa maximă, locul șase, în clasamentul Billboard 200, la data de 25 noiembrie 1995. Albumul a acumulat 34 de săptămâni de prezență în top și a fost premiat cu trei discuri de platină de către Recording Industry Association of America (RIAA) pentru expedierea a peste trei milioane de unități. Potrivit datelor furnizate de Nielsen SoundScan, materialul s-a vândut în 2.102.000 de exemplare până în decembrie 2016. Suma nu include cele 179.000 de copii vândute prin intermediul cluburilor, cum ar fi BMG Music Club. În Canada, albumul a debutat pe locul doi în ierarhia RPM Albums Chart la 20 noiembrie 1995. Acesta a petrecut opt săptămâni consecutive în top zece, înainte de a coborî către locul 12 la 29 ianuaire 1996. Something to Remember a petrecut 26 de săptămâni în clasament, și a fost premiat cu dublu disc de platină de către Music Canada (MC) pentru cele 200.000 de unități expediate. Albumul a avut parte de o performanță bună și în alte țări din America de Nord, precum Mexic, unde a primit discul de platină din partea Asociación Mexicana de Productores de Fonogramas y Videogramas (AMPROFON) ce denotă expedierea a peste 250.000 de copii.
În Regatul Unit, Something to Remember a debut pe locul trei în clasamentul UK Albums Chart la 18 noiembrie 1995. A coborât către locul patru în cea de-a doua și a treia săptămână, și a petrecut 12 săptămâni consectuive în top zece, înainte de a coborî către locul 11 la 2 februarie 1996. Albumul a fost premiat cu trei discuri de platină de către British Phonographic Industry (BPI) pentru cele 900.000 de exemplare vândute. În Germania, materialul a petrecut două săptămâni pe locul doi în ierarhia Media Control Charts și a primit discul de platină din partea Bundesverband Musikindustrie (BVMI), denotând cele peste 500.000 copii expediate. Albumul a obținut poziții de top zece și în alte țări europene, ocupând prima poziție a clasamentelor din Austria, Finlanda și Italia, fiind distribuit în 500.000 de exemplare potrivit Federazione Industria Musicale Italiana (FIMI). Succesul comercial din continent i-a permis albumul să ajungă pe locul trei în topul European Top 100 Albums,  fiind premiat cu trei discuri de platină de către International Federation of the Phonographic Industry (IFPI) pentru vânzarea a peste trei milioane de copii de-a lungul Europei.
Something to Remember a avut parte de o performanță bună și în teritoriile regiuneii Asia-Pacific. În Japonia, albumul a ocupat locul nouă în ierarhia Oricon Albums Chart și a primit două discuri de platină din partea Recording Industry Association of Japan (RIAJ), denotând expedierea a 400.000 de copii. În Australia, albumul a debutat pe locul doi la 19 noiembrie 1995 și a urcat către prima poziție în săptămâna următoare. Acesta a acumulat un total de 19 săptămâni de prezență în top 50, fiind premiat cu patru discuri de platină de către Australian Recording Industry Association (ARIA) pentru cele peste 280.000 de exemplare vândute. De asemenea, materialul a ajuns în top zece în Noua Zeelandă, ocupând locul opt și primind discul de platină din partea Recorded Music NZ (RMNZ) datorită depășirii pragului de 15.000 de copii expediate. Per ansamblu, Something to Remember s-a vândut în peste zece milioane de exemplare în întreaga lume. Datorită succesului comercial obținut, înregistrarea a impus ulterior o tendință în a lansa albume cu balade, precum albumul Love Songs de Elton John, sau discul If We Fall in Love Tonight de Rod Stewart, ambele fiind lansate în anul 1996.

## Ordinea pieselor pe disc
Versiunea standard — 1:11:08
| Nr. | Titlu                                                           | Textier(i)                           | Producător(i)              | Durată |
| --- | --------------------------------------------------------------- | ------------------------------------ | -------------------------- | ------ |
| 1.  | „I Want You” (alături de Massive Attack)                        | Leon Ware T-Boy Ross                 | Nellee Hooper              | 6:23   |
| 2.  | „I'll Remember” Genericul filmului Magna cum laude              | Madonna Patrick Leonard Richard Page | Madonna Leonard            | 4:22   |
| 3.  | „Take a Bow”                                                    | Babyface Madonna                     | Babyface Madonna           | 5:21   |
| 4.  | „You'll See”                                                    | Madonna David Foster                 | Madonna Foster             | 4:38   |
| 5.  | „Crazy for You”                                                 | John Bettis Jon Lind                 | John "Jellybean" Benitez   | 4:02   |
| 6.  | „This Used to Be My Playground”                                 | Madonna Shep Pettibone               | Madonna Pettibone          | 5:08   |
| 7.  | „Live to Tell”                                                  | Madonna Leonard                      | Madonna Leonard            | 5:51   |
| 8.  | „Love Don't Live Here Anymore” (Remix)                          | Miles Gregory                        | Nile Rodgers David Reitzas | 4:53   |
| 9.  | „Something to Remember”                                         | Madonna Leonard                      | Madonna Leonard            | 5:02   |
| 10. | „Forbidden Love”                                                | Babyface Madonna                     | Hooper Madonna             | 4:08   |
| 11. | „One More Chance”                                               | Madonna Foster                       | Madonna Foster             | 4:27   |
| 12. | „Rain (cântec de Madonna)”                                      | Madonna Pettibone                    | Madonna Pettibone          | 5:24   |
| 13. | „Oh Father”                                                     | Madonna Leonard                      | Madonna Leonard            | 4:57   |
| 14. | „I Want You” (Versiune orchestrală) (alături de Massive Attack) | Ware Ross                            | Hooper                     | 6:04   |

Versiunea distribuită în America Latină (cântec bonus) — 1:15:29
| Nr. | Titlu                                                          | Textier(i)                  | Producător(i)  | Durată |
| --- | -------------------------------------------------------------- | --------------------------- | -------------- | ------ |
| 15. | „Verás” (Versiune în limba spaniolă a cântecului „You'll See”) | Madonna Foster Paz Martinez | Madonna Foster | 4:21   |

Versiunea distribuită în  Japonia (cântec bonus) — 1:15:10
| Nr. | Titlu            | Textier(i)                    | Producător(i)   | Durată |
| --- | ---------------- | ----------------------------- | --------------- | ------ |
| 15. | „La Isla Bonita” | Madonna Leonard Bruce Gaitsch | Madonna Leonard | 4:02   |

Note
- ^a semnifică un remixer.

## Acreditări și personal
Persoanele care au lucrat la album sunt preluate de pe broșura acestuia.
- Madonna – producător, aranjament muzical, voce
- Babyface – producător
- Dean Chamberlain – fotograf
- Felipe Elgueta – asistent, asistent inginer de sunet, asistent mixaj
- David Foster – producător, aranjament muzical, claviatură
- Simon Franglen – programare, synclavier
- Nellee Hooper – producător
- Jellybean – producător
- Suzie Katayama – violoncel
- Patrick Leonard – producător
- Massive Attack – artist colaborator
- Rob Mounsey – aranjament muzical
- Jan Mullaney – claviatură
- Dean Parks – chitară acustică
- Shep Pettibone –  producător
- Dave Reitzas – producător, inginer de sunet, mixaj
- Ronnie Rivera – asistent, asistent inginer de sunet, mixaj
- Nile Rodgers – producător
- Greg Ross – direcție artistică, design
- Mario Testino – fotografie
- Michael Thompson – chitară electrică
- Michael Hart Thompson – chitară electrică

## Prezența în clasamente
| Țară (clasament 1995–1996)                 | Poziția maximă | Referință |
| ------------------------------------------ | -------------- | --------- |
| Argentina (CAPIF)                          | 6              | [ 70 ]    |
| Australia (ARIA)                           | 1              | [ 60 ]    |
| Austria (Ö3 Austria)                       | 1              | [ 71 ]    |
| Belgia (Ultratop Flandra)                  | 9              | [ 72 ]    |
| Belgia (Ultratop Valonia)                  | 4              | [ 73 ]    |
| Canada (RPM Top Albums/CDs)                | 2              | [ 52 ]    |
| Chile (IFPI)                               | 3              | [ 74 ]    |
| Danemarca (Tracklisten)                    | 2              | [ 75 ]    |
| Elveția (Schweizer Hitparade)              | 3              | [ 76 ]    |
| Europa (European Top 100 Albums)           | 3              | [ 62 ]    |
| Finlanda (Suomen virallinen lista)         | 1              | [ 77 ]    |
| Franța (SNEP)                              | 6              | [ 78 ]    |
| Germania (Offizielle Top 100)              | 2              | [ 58 ]    |
| Irlanda (IRMA)                             | 7              | [ 79 ]    |
| Italia (FIMI)                              | 1              | [ 32 ]    |
| Japonia (Oricon)                           | 9              | [ 23 ]    |
| Noua Zeelandă (RMNZ)                       | 8              | [ 80 ]    |
| Norvegia (VG-lista)                        | 6              | [ 81 ]    |
| Olanda (Album Top 100)                     | 19             | [ 82 ]    |
| Portugalia (AFP)                           | 3              | [ 74 ]    |
| Regatul Unit (OCC)                         | 3              | [ 56 ]    |
| Scoția (OCC)                               | 6              | [ 83 ]    |
| Spania (PROMUSICAE)                        | 6              | [ 84 ]    |
| Suedia (Sverigetopplistan)                 | 3              | [ 85 ]    |
| Statele Unite ale Americii (Billboard 200) | 6              | [ 86 ]    |
| Ungaria (MAHASZ)                           | 2              | [ 87 ]    |

| Țară (clasament)                           | Poziția maximă | Referință |
| 1995                                       | 1995           | 1995      |
| ------------------------------------------ | -------------- | --------- |
| Australia (ARIA)                           | 19             | [ 88 ]    |
| Belgia (Ultratop Flandra)                  | 62             | [ 89 ]    |
| Belgia (Ultratop Valonia)                  | 49             | [ 90 ]    |
| Canada (RPM Top Albums/CDs)                | 91             | [ 91 ]    |
| Italia (FIMI)                              | 13             | [ 92 ]    |
| Regatul Unit (OCC)                         | 11             | [ 93 ]    |
| 1996                                       |                |           |
| Australia (ARIA)                           | 28             | [ 94 ]    |
| Austria (Ö3 Austria)                       | 15             | [ 95 ]    |
| Elveția (Schweizer Hitparade)              | 22             | [ 96 ]    |
| Japonia (Oricon)                           | 99             | [ 97 ]    |
| Olanda (Mega Charts)                       | 19             | [ 82 ]    |
| Regatul Unit (OCC)                         | 64             | [ 93 ]    |
| Statele Unite ale Americii (Billboard 200) | 36             | [ 98 ]    |

## Vânzări și certificări
| \| Țara \| Vânzări/ puncte \| Certificare \| Referințe \| \| --------------------------------- \| --------------- \| ----------- \| ------------ \| \| Africa de Sud (RISA) \| +25.000 \| \| [99] \| \| Argentina (CAPIF) \| +60.000 \| \| [100] \| \| Australia (ARIA) \| +280.000 \| \| [65] \| \| Austria (IFPI) \| +50.000 \| \| [101] \| \| Belgia (BEA) \| +25.000 \| \| [102] \| \| Brazilia (Pro-Música Brasil) \| +250.000 \| \| [103] \| \| Canada (Music Canada) \| +200.000 \| \| [54] \| \| Elveția (IFPI Elveția) \| +50.000 \| \| [104] \| \| Finlanda (Musiikkituottajat) \| +93.043 \| \| [105] \| \| Franța (SNEP) \| +200.000 \| \| [106] \| \| Germania (BVMI) \| +500.000 \| \| [59] \| \| Japonia (RIAJ) \| +400.000 \| \| [64] \| \| Mexic (AMPROFON) \| +250.000 \| \| [55] \| \| Noua Zeelandă (RMNZ) \| +15.000 \| \| [66] \| \| Olanda (NVPI) \| +100.000 \| \| [107] \| \| Polonia (ZPAV) \| +50.000 \| \| [108] \| \| Regatul Unit (BPI) \| +900.000 \| \| [57] \| \| Spania (PROMUSICAE) \| +50.000 \| \| [84] \| \| Statele Unite ale Americii (RIAA) \| +2.281.000 \| \| [49][50][51] \| \| Suedia (GLF) \| +100.000 \| \| [109] \| \| Sumar \| \| \| \| \| Europa (IFPI) \| +3.000.000 \| \| [63] \| \| În întreaga lume \| +10.000.000 \| \| [67] \| | Note - reprezintă „disc de aur”; - reprezintă „dublu disc de aur”; - reprezintă „disc de platină”; - reprezintă „dublu disc de platină”; - reprezintă „triplu disc de platină”; - reprezintă „cvadruplu disc de platină”. |             |                      |
| Țara | Vânzări/ puncte | Certificare | Referințe            |
| Africa de Sud (RISA) | +25.000 |             | [ 99 ]               |
| Argentina (CAPIF) | +60.000 |             | [ 100 ]              |
| Australia (ARIA) | +280.000 |             | [ 65 ]               |
| Austria (IFPI) | +50.000 |             | [ 101 ]              |
| Belgia (BEA) | +25.000 |             | [ 102 ]              |
| Brazilia (Pro-Música Brasil) | +250.000 |             | [ 103 ]              |
| Canada (Music Canada) | +200.000 |             | [ 54 ]               |
| Elveția (IFPI Elveția) | +50.000 |             | [ 104 ]              |
| Finlanda (Musiikkituottajat) | +93.043 |             | [ 105 ]              |
| Franța (SNEP) | +200.000 |             | [ 106 ]              |
| Germania (BVMI) | +500.000 |             | [ 59 ]               |
| Japonia (RIAJ) | +400.000 |             | [ 64 ]               |
| Mexic (AMPROFON) | +250.000 |             | [ 55 ]               |
| Noua Zeelandă (RMNZ) | +15.000 |             | [ 66 ]               |
| Olanda (NVPI) | +100.000 |             | [ 107 ]              |
| Polonia (ZPAV) | +50.000 |             | [ 108 ]              |
| Regatul Unit (BPI) | +900.000 |             | [ 57 ]               |
| Spania (PROMUSICAE) | +50.000 |             | [ 84 ]               |
| Statele Unite ale Americii (RIAA) | +2.281.000 |             | [ 49 ] [ 50 ] [ 51 ] |
| Suedia (GLF) | +100.000 |             | [ 109 ]              |
| Sumar | |             |                      |
| Europa (IFPI) | +3.000.000 |             | [ 63 ]               |
| În întreaga lume | +10.000.000 |             | [ 67 ]               |

## Datele lansărilor
| Țară                       | Dată               | Format     | Casă de discuri                           |
| -------------------------- | ------------------ | ---------- | ----------------------------------------- |
| Franța                     | 3 noiembrie 1995   | CD, casetă | Maverick Records, Warner Bros. Records    |
| Germania                   | 3 noiembrie 1995   | CD, casetă | Maverick Records, Warner Bros. Records    |
| Italia                     | 3 noiembrie 1995   | CD         | Maverick Records, Warner Bros. Records    |
| Regatul Unit               | 6 noiembrie 1995   | CD         | Maverick Records, Warner Bros. Records    |
| Statele Unite ale Americii | 7 noiembrie 1995   | CD, casetă | Maverick Records, Warner Bros. Records    |
| Japonia                    | 10 noiembrie 1995  | CD         | Maverick Records, Warner Bros. Records    |
| Germania                   | 27 septembrie 2013 | Vinil      | Rhino Entertainment, Warner Bros. Records |
| Regatul Unit               | 30 septembrie 2013 | Vinil      | Rhino Entertainment, Warner Bros. Records |